# Matriz idempotente
Em álgebra, uma matriz idempotente é uma matriz que, ao ser multiplicada por si mesma, resulta em si mesma.  Em outras palavras, a matriz A, é idempotente se e somente se {\displaystyle AA=A}. Para que este produto AA seja possível, A deve necessariamente ser uma matriz quadrada.

## Propriedades
- Matrizes idempotentes são sempre positivas semi-definidas.[4]
- Com exceção da matriz identidade, uma matriz idempotente A é sempre singular, ou seja, não admite inversa:
{\displaystyle I=AA^{-1}=A^{2}A^{-1}=A\left(AA^{-1}\right)=A}
- Se uma matriz A é idempotente, a matriz {\displaystyle I-A} também é.[3]

### Matriz de projeção
É possível construir matrizes idempotentes de forma bem generalizada, a partir de matrizes não simétricas. Seja {\displaystyle X} uma matriz de dimensão {\displaystyle n\times k} com posto {\displaystyle rank(A)=k} . A Matriz de projeção é uma matriz quadrada, idempotente e hermitiana que se encaixa nessa categoria:
{\displaystyle P\equiv X\left(X^{T}X\right)^{-1}X^{T}}, onde {\displaystyle X^{T}} denota a matriz transposta de X e {\displaystyle \left(X^{T}X\right)^{-1}} denota a matriz inversa da matriz {\displaystyle X^{T}X}. Esta matriz é chamada de matriz de projeção porque sempre é verdade que {\displaystyle PX=X} .
- Uma propriedade importante desta matriz é que, se particionarmos a matriz X de dimensão nXk em duas matrizes {\displaystyle X_{1}} e {\displaystyle X_{1}} de tal forma que {\displaystyle X={\begin{bmatrix}X_{1}&X_{2}\end{bmatrix}}}, então

{\displaystyle PX_{1}=X_{1}}:
Por exemplo, sejam as matrizes {\displaystyle X={\begin{bmatrix}{a}&{b}\\{c}&{d}\end{bmatrix}},X_{1}={\begin{bmatrix}{a}\\{c}\end{bmatrix}},X_{2}={\begin{bmatrix}{b}\\{d}\end{bmatrix}}}. Então, 
{\displaystyle PX_{1}=}{\displaystyle {\begin{matrix}\underbrace {X\left(X^{T}X\right)^{-1}X^{T}} \\P\end{matrix}}*{\begin{bmatrix}{a}\\{c}\end{bmatrix}}={\begin{bmatrix}{a}&{b}\\{c}&{d}\end{bmatrix}}\left({\begin{bmatrix}{a}&{c}\\{b}&{d}\end{bmatrix}}{\begin{bmatrix}{a}&{b}\\{c}&{d}\end{bmatrix}}\right)^{-1}{\begin{bmatrix}{a}&{c}\\{b}&{d}\end{bmatrix}}{\begin{bmatrix}{a}\\{c}\end{bmatrix}}=}
{\displaystyle {\begin{bmatrix}{a}&{b}\\{c}&{d}\end{bmatrix}}\left({\begin{bmatrix}{a}^{2}+{c}^{2}&{a}{b}+{c}{d}\\{a}{b}+{c}{d}&{b}^{2}+{d}^{2}\end{bmatrix}}\right)^{-1}{\begin{bmatrix}{a}^{2}+{c}^{2}\\{a}{b}+{c}{d}\end{bmatrix}}}{\displaystyle ={\begin{bmatrix}{a}\\{c}\end{bmatrix}}}
- A matriz de projeção é largamente utilizadas em econometria. Na estimação por mínimos quadrados ordinários, por exemplo, a matriz P gera os valores estimados da variável dependente y. Por causa desta propriedade, a matriz P também é chamada de "matriz chapéu" (hat matrix, em inglês)[7]:

{\displaystyle Py=\left(X^{T}X\right)^{-1}X^{T}y=X{\hat {\beta }}={\hat {y}}}
- P é sempre positiva semi-definida.
- Toda matriz de projeção é idempotente, mas o contrário não é verdadeiro. Apenas as matrizes idempotentes que são simétricas (ou seja, cuja transposta é igual a ela mesma) e hermitianas são matrizes de projeção.

### Matriz de aniquilação
- Matriz de aniquilação: {\displaystyle M\equiv I_{n}-P\equiv I_{n}-X\left(X^{T}X\right)^{-1}X^{T}}. Esta matriz é chamada de matriz de aniquilação porque sempre é verdade que {\displaystyle MX=0}.[6]

A matriz aniquiladora também é bastante útil em econometria. Pode-se provar que, dado um modelo econométrico de mínimos quadrados ordinários
{\displaystyle y=X\beta +\varepsilon =X_{1}\beta _{1}+X_{2}\beta _{2}+\varepsilon }, sendo {\displaystyle X_{1},X_{2},\beta _{1},\beta _{2}} matrizes, poderemos definir
{\displaystyle M_{1}\equiv I_{n}-X_{1}\left(X_{1}^{T}X_{1}\right)^{-1}X_{1}^{T}} e
{\displaystyle M_{2}\equiv I_{n}-X_{2}\left(X_{1}^{T}X_{2}\right)^{-1}X_{2}^{T}}
E então podemos estimar os coeficientes separadamente:
{\displaystyle {\hat {\beta }}_{1}=\left(X_{1}^{T}M_{2}X_{1}\right)^{-1}\left(X_{1}^{T}M_{2}y\right)}
{\displaystyle {\hat {\beta }}_{2}=\left(X_{2}^{T}M_{1}X_{2}\right)^{-1}\left(X_{2}^{T}M_{1}y\right)}